# Elezioni comunali nelle Marche del 2008
Le elezioni comunali nelle Marche del 2008 si tennero il 13 e 14 aprile (con ballottaggio il 27 e 28 aprile).

## Riepilogo sindaci eletti
Coalizione di centro-sinistra
     Coalizione di centro-destra
     Il Popolo della Libertà
     Commissario prefettizio
| Provincia | Comune              | Popolazione legale (censimento 2001) | Sindaco uscente | Sindaco uscente         | Sindaco eletto | Sindaco eletto          | Primo turno | Primo turno | Secondo turno | Secondo turno | Seggi   |
| Provincia | Comune              | Popolazione legale (censimento 2001) | Sindaco uscente | Sindaco uscente         | Sindaco eletto | Sindaco eletto          | Voti        | %           | Voti          | %             | Seggi   |
| --------- | ------------------- | ------------------------------------ | --------------- | ----------------------- | -------------- | ----------------------- | ----------- | ----------- | ------------- | ------------- | ------- |
| Ancona    | Falconara Marittima | 28 349                               |                 | Mario Rosario Ruffo     |                | Goffredo Brandoni (PdL) | 4 074       | 23,11       | 6 562         | 50,57         | 12 / 20 |
| Fermo     | Porto San Giorgio   | 15 869                               |                 | Claudio Brignocchi (DS) |                | Andrea Agostini (PdL)   | 5 508       | 51,04       | —             | —             | 12 / 20 |
| Fermo     | Porto Sant'Elpidio  | 22 752                               |                 | Mario Andrenacci (DS)   |                | Mario Andrenacci (PD)   | 8 292       | 53,17       | —             | —             | 12 / 20 |

## Ancona

### Falconara Marittima
| Candidati                     | Candidati                    | II turno             | II turno             | I turno | I turno | Liste                        | Voti   | %     | Seggi |
| Candidati                     | Candidati                    | Voti                 | %                    | Voti    | %       | Liste                        | Voti   | %     | Seggi |
| ----------------------------- | ---------------------------- | -------------------- | -------------------- | ------- | ------- | ---------------------------- | ------ | ----- | ----- |
|                               | Goffredo Brandoni ✔️ Sindaco | 6 562                | 50,57                | 4 074   | 23,11   | Il Popolo della Libertà      | 3 768  | 23,23 | 12    |
|                               | Emanuele Lodolini            | 6 413                | 49,43                | 7 398   | 41,97   | Partito Democratico          | 5 361  | 33,05 | 5     |
| Rifondazione Comunista        | Emanuele Lodolini            | 6 413                | 49,43                | 7 398   | 41,97   | 699                          | 4,31   | –     |       |
| Italia dei Valori             | Emanuele Lodolini            | 6 413                | 49,43                | 7 398   | 41,97   | 560                          | 3,45   | –     |       |
| PdCI - PSI                    | Emanuele Lodolini            | 6 413                | 49,43                | 7 398   | 41,97   | 415                          | 2,56   | –     |       |
| Federazione dei Verdi         | Emanuele Lodolini            | 6 413                | 49,43                | 7 398   | 41,97   | 254                          | 1,57   | –     |       |
| Seggio di coalizione          | Seggio di coalizione         | Seggio di coalizione | 49,43                | 7 398   | 41,97   | 1                            |        |       |       |
| Totale liste                  | Emanuele Lodolini            | 6 413                | 49,43                | 7 398   | 41,97   | 7 289                        | 44,93  | 5     |       |
|                               | Carlo Brunelli               | Carlo Brunelli       | Carlo Brunelli       | 2 043   | 11,59   | Cittadini in Comune          | 992    | 6,11  | –     |
| Sinistra Democratica          | Carlo Brunelli               | Carlo Brunelli       | Carlo Brunelli       | 2 043   | 11,59   | 513                          | 3,16   | –     |       |
| Seggio di coalizione          | Seggio di coalizione         | Seggio di coalizione | Carlo Brunelli       | 2 043   | 11,59   | 1                            |        |       |       |
| Totale liste                  | Carlo Brunelli               | Carlo Brunelli       | Carlo Brunelli       | 2 043   | 11,59   | 1 505                        | 9,28   | –     |       |
|                               | Gilberto Baldassarri         | Gilberto Baldassarri | Gilberto Baldassarri | 1 262   | 7,16    | Unione di Centro             | 1 072  | 6,61  | –     |
| Seggio di coalizione          | Seggio di coalizione         | Seggio di coalizione | Gilberto Baldassarri | 1 262   | 7,16    | 1                            |        |       |       |
|                               | Giancarlo Sorana             | Giancarlo Sorana     | Giancarlo Sorana     | 983     | 5,58    | Falconara Punto e a Capo     | 944    | 5,82  | –     |
|                               | Marco Gladi                  | Marco Gladi          | Marco Gladi          | 850     | 4,82    | Forza Nuova                  | 737    | 4,54  | –     |
|                               | Elena Tanzarella             | Elena Tanzarella     | Elena Tanzarella     | 621     | 3,52    | Impegno Rosa                 | 555    | 3,42  | –     |
|                               | Lorenzo Porcarelli           | Lorenzo Porcarelli   | Lorenzo Porcarelli   | 394     | 2,24    | La Destra - Fiamma Tricolore | 353    | 2,18  | –     |
| Totale                        | Totale                       | 12 975               | 100                  | 17 625  | 100     |                              | 16 223 | 100   | 20    |
|                               |                              |                      |                      |         |         |                              |        |       |       |
| Schede bianche                | Schede bianche               | 120                  | 0,90                 | 329     | 1,78    |                              |        |       |       |
| Schede nulle                  | Schede nulle                 | 208                  | 1,56                 | 484     | 2,63    |                              |        |       |       |
| Votanti                       | Votanti                      | 13 303               | 58,29                | 18 438  | 80,78   |                              |        |       |       |
| Elettori                      | Elettori                     | 22 824               |                      | 22 824  |         |                              |        |       |       |
|                               |                              |                      |                      |         |         |                              |        |       |       |
| Fonte: Ministero dell'interno |                              |                      |                      |         |         |                              |        |       |       |

## Fermo

### Porto San Giorgio
|                               | Andrea Agostini ✔️ Sindaco | 5 508                | 51,04 | Il Popolo della Libertà      | 2 611 | 26,72 | 7  |  |  |
| Viva San Giorgio              | Andrea Agostini ✔️ Sindaco | 5 508                | 51,04 | 1 467                        | 15,02 | 3     |    |  |  |
| Unione di Centro              | Andrea Agostini ✔️ Sindaco | 5 508                | 51,04 | 686                          | 7,02  | 1     |    |  |  |
| Uniti per la Città            | Andrea Agostini ✔️ Sindaco | 5 508                | 51,04 | 481                          | 4,92  | 1     |    |  |  |
| Totale liste                  | Andrea Agostini ✔️ Sindaco | 5 508                | 51,04 | 5 245                        | 53,68 | 12    |    |  |  |
|                               | Claudio Brignocchi         | 2 445                | 22,66 | Partito Democratico          | 1 653 | 16,92 | 3  |  |  |
| Liberi per Governare          | Claudio Brignocchi         | 2 445                | 22,66 | 423                          | 4,33  | –     |    |  |  |
| Italia dei Valori             | Claudio Brignocchi         | 2 445                | 22,66 | 118                          | 1,21  | –     |    |  |  |
| Seggio di coalizione          | Seggio di coalizione       | Seggio di coalizione | 22,66 | 1                            |       |       |    |  |  |
| Totale liste                  | Claudio Brignocchi         | 2 445                | 22,66 | 2 194                        | 22,46 | 3     |    |  |  |
|                               | Massimo Silvestrini        | 1 953                | 18,10 | Città Solidale               | 589   | 6,03  | 1  |  |  |
| Città Democratica             | Massimo Silvestrini        | 1 953                | 18,10 | 563                          | 5,76  | 1     |    |  |  |
| Città Aperta                  | Massimo Silvestrini        | 1 953                | 18,10 | 191                          | 1,95  | –     |    |  |  |
| Città Futura                  | Massimo Silvestrini        | 1 953                | 18,10 | 149                          | 1,53  | –     |    |  |  |
| Seggio di coalizione          | Seggio di coalizione       | Seggio di coalizione | 18,10 | 1                            |       |       |    |  |  |
| Totale liste                  | Massimo Silvestrini        | 1 953                | 18,10 | 1 492                        | 15,27 | 2     |    |  |  |
|                               | Claudio Speranzini         | 546                  | 5,06  | La Sinistra l'Arcobaleno     | 517   | 5,29  | –  |  |  |
| Seggio di coalizione          | Seggio di coalizione       | Seggio di coalizione | 5,06  | 1                            |       |       |    |  |  |
|                               | Rossano Romagnoli          | 177                  | 1,64  | La Destra - Fiamma Tricolore | 156   | 1,60  | –  |  |  |
|                               | Alberto Urbani             | 162                  | 1,50  | Partito Socialista Italiano  | 166   | 1,70  | –  |  |  |
| Totale                        | Totale                     | 10 791               | 100   |                              | 9 770 | 100   | 20 |  |  |
|                               |                            |                      |       |                              |       |       |    |  |  |
| Schede bianche                | Schede bianche             | 167                  | 1,49  |                              |       |       |    |  |  |
| Schede nulle                  | Schede nulle               | 233                  | 2,08  |                              |       |       |    |  |  |
| Votanti                       | Votanti                    | 11 191               | 80,71 |                              |       |       |    |  |  |
| Elettori                      | Elettori                   | 13 865               |       |                              |       |       |    |  |  |
|                               |                            |                      |       |                              |       |       |    |  |  |
| Fonte: Ministero dell'interno |                            |                      |       |                              |       |       |    |  |  |

### Porto Sant'Elpidio
|                                   | Mario Andrenacci ✔️ Sindaco | 8 292                | 53,17 | Partito Democratico          | 3 954  | 28,70 | 9  |  |  |
| Impegno per Porto Sant'Elpidio    | Mario Andrenacci ✔️ Sindaco | 8 292                | 53,17 | 876                          | 6,36   | 1     |    |  |  |
| Popolari per Porto Sant'Elpidio   | Mario Andrenacci ✔️ Sindaco | 8 292                | 53,17 | 853                          | 6,19   | 1     |    |  |  |
| Rifondazione Comunista            | Mario Andrenacci ✔️ Sindaco | 8 292                | 53,17 | 578                          | 4,20   | 1     |    |  |  |
| Partito Socialista Italiano       | Mario Andrenacci ✔️ Sindaco | 8 292                | 53,17 | 436                          | 3,16   | –     |    |  |  |
| Italia dei Valori                 | Mario Andrenacci ✔️ Sindaco | 8 292                | 53,17 | 245                          | 1,78   | –     |    |  |  |
| Totale liste                      | Mario Andrenacci ✔️ Sindaco | 8 292                | 53,17 | 6 942                        | 50,39  | 12    |    |  |  |
|                                   | Giovanni Spina              | 3 787                | 24,28 | Il Popolo della Libertà      | 3 014  | 21,88 | 4  |  |  |
| Insieme                           | Giovanni Spina              | 3 787                | 24,28 | 409                          | 2,97   | –     |    |  |  |
| Uniti per lo Sviluppo             | Giovanni Spina              | 3 787                | 24,28 | 252                          | 1,83   | –     |    |  |  |
| Seggio di coalizione              | Seggio di coalizione        | Seggio di coalizione | 24,28 | 1                            |        |       |    |  |  |
| Totale liste                      | Giovanni Spina              | 3 787                | 24,28 | 3 675                        | 26,67  | 4     |    |  |  |
|                                   | Simone Mazzoni              | 3 015                | 19,33 | Tutti Noi                    | 654    | 4,75  | 1  |  |  |
| La Sinistra l'Arcobaleno          | Simone Mazzoni              | 3 015                | 19,33 | 640                          | 4,65   | 1     |    |  |  |
| Margherite all'Orfeo Serafini     | Simone Mazzoni              | 3 015                | 19,33 | 551                          | 4,00   | –     |    |  |  |
| Unione di Centro                  | Simone Mazzoni              | 3 015                | 19,33 | 539                          | 3,91   | –     |    |  |  |
| Cittadinanza Attiva               | Simone Mazzoni              | 3 015                | 19,33 | 201                          | 1,46   | –     |    |  |  |
| Piazzagaribaldi.Org - Lista Donne | Simone Mazzoni              | 3 015                | 19,33 | 191                          | 1,39   | –     |    |  |  |
| Seggio di coalizione              | Seggio di coalizione        | Seggio di coalizione | 19,33 | 1                            |        |       |    |  |  |
| Totale liste                      | Simone Mazzoni              | 3 015                | 19,33 | 2 776                        | 20,15  | 2     |    |  |  |
|                                   | Mauro Tosoni                | 502                  | 3,22  | La Destra - Fiamma Tricolore | 384    | 2,79  | –  |  |  |
| Totale                            | Totale                      | 15 596               | 100   |                              | 13 777 | 100   | 20 |  |  |
|                                   |                             |                      |       |                              |        |       |    |  |  |
| Schede bianche                    | Schede bianche              | 339                  | 2,08  |                              |        |       |    |  |  |
| Schede nulle                      | Schede nulle                | 326                  | 2,00  |                              |        |       |    |  |  |
| Votanti                           | Votanti                     | 16 261               | 84,68 |                              |        |       |    |  |  |
| Elettori                          | Elettori                    | 19 203               |       |                              |        |       |    |  |  |
|                                   |                             |                      |       |                              |        |       |    |  |  |
| Fonte: Ministero dell'interno     |                             |                      |       |                              |        |       |    |  |  |